# Weltkreis Verlag
Der Weltkreis Verlag war ein deutscher Buch- und Zeitschriftenverlag, der von 1958 bis 1989 existierte.

## Geschichte
Der Verlag wurde am 11. Juni 1958 als Weltkreis-Verlagsgesellschaft mit beschränkter Haftung von Leo Weismantel in Jugenheim (Bergstraße) gegründet. Im Jahr 1987 wurden der Weltkreis Verlag und der Röderberg-Verlag mit dem Pahl-Rugenstein Verlag Köln vereinigt. Der Weltkreis Verlag existierte damit nur noch als Imprint des Pahl-Rugenstein Verlages. Nach der Insolvenz des Pahl-Rugenstein Verlages im Frühjahr 1990 kaufte der Grafit Verlag einige Titel des Weltkreis Verlages.
Der Verlag war Mitglied im Börsenverein des Deutschen Buchhandels und in der Arbeitsgemeinschaft von Jugendbuchverlagen sowie der Arbeitsgemeinschaft demokratischer und sozialistischer Verleger und Buchhändler.

## Verlagsprogramm
Das Buchprogramm bestand aus Sachbüchern und belletristischen Titeln zu aktuellen Themen wie Frieden, Arbeiter- und Jugendbewegung, Antifaschismus, Feminismus, Dritte Welt sowie Liederbüchern. Das Zeitschriftenprogramm richtete sich an die lernende und studierende Jugend. Im Verlag erschienen bis zu 20 Neuerscheinungen im Jahr. Das lieferbare Programm betrug in den 1980er Jahren regelmäßig rund 80 Titel. In seiner Eigenwerbung bezeichnete sich der Verlag als „sozialistischer Jugendverlag“. Er wurde dem DKP-Umfeld zugerechnet.
Leo Weismantel publizierte im Weltkreis Verlag 1959 sein Buch Tagebuch einer skandalösen Reise, in dem er seine Reise zu den Weltjugendfestspielen 1959 in Moskau beschreibt.

## Zeitschriften

Gesamtverzeichnis 1984

- elan, Verbandsorgan der Sozialistischen Deutschen Arbeiterjugend
- rote blätter, Verbandsorgan des MSB Spartakus
- Antiimperialistisches Informationsbulletin[6]
- Jugendpolitische Blätter[7]

## Buchreihen
- Mosaik
- kleine rote reihe
- Facit-Reihe
- Mach-mit-Reihe

## Autoren
Günter Amendt, Walter Baumert, Wolfgang Beutin, Thomas Billhardt, Willi Bredel, Wolfram Brönner, Fidel Castro, Diether Dehm, Lottemi Doormann, Anatol Feid, Adrian Geiges, Arno Gottschalk, Alberto Granado, Horst-Eckart Gross, Ernesto Guevara, Sergej Guk, Alex La Guma, Metin Gür, Rainer Hachfeld, Armando Hart, Hannes Hegen, Horst Hensel, Stephan Hermlin, Florence Hervé, Michael Höhn, Peter Jacobs, Reinhard Junge, Hans-Jürgen Kawalun, Einhart Klucke, Christine Lambrecht, Michael Lamprecht, Christoph Links, Hans-Peter de Lorent, Nelson Mandela, Hansjörg Martin, Frederick Mayer, André Müller sen., Hans van Ooyen, Nikolai Ostrowski, Lisandro Otero, Eberhard Panitz, Jürgen Pomorin, José Puig, Gero von Randow, Rius (Eduardo Humberto del Río García), Werner Schmitz, Erasmus Schöfer, Conrad Schuhler, Peter Schütt, Stefan Siegert, Hermann Spix, Gisela Steineckert, Klaus Steiniger, Dieter Süverkrüp, Artur Troppmann, Elke Vesper, Hans-Eckardt Wenzel, Klaus-Peter Wolf, Lore Wolf, Gabriella Wollenhaupt

## Titelauswahl
1983 wurde das Buch Das Sexbuch von Günter Amendt mit fünf weiteren Titeln anderer Verlage in einer Filiale von Montanus in München beschlagnahmt. Die Beschlagnahmung wurde mit „Gefahr im Verzug“ begründet. Im Ergebnis wurde keines der Bücher als jugendgefährdend eingestuft und die 6 betroffenen Verlage protestierten auf einer Pressekonferenz während der Buchmesse 1983 mit dem damaligen Vorsitzenden des Verbandes deutscher Schriftsteller Bernt Engelmann gegen die Maßnahmen der Polizei. Für den Weltkreis Verlag nahm Martin Strubelt an der PK teil. Die sechs Verlage veröffentlichten auch eine Broschüre Wenn der Staatsanwalt kommt: Hinweise für Buchhändler über den Umgang mit Beamten der Polizei und der Staatsanwaltschaft hrsg. von den Verlagen Droemer-Knaur, Goldmann, Heyne, Rowohlt, Ullstein, Weltkreis.
1978 begannen die Autoren Jürgen Pomorin, Reinhard Junge, Georg Biemann, Hans-Peter Bordien mit der Anti-Neonazi-Reihe, deren erster Band das Buch Die Neonazis und wie man sie bekämpfen kann (ISBN 3-88142-197-1) war.
1984 startete der Verlag eine eigene Krimireihe, die sich schnell als Ruhrgebiets-Krimis einen Namen machte. Die ersten drei Titel waren: Ard: Roter Libanese, ISBN 3-88142-322-2, Reisch-Nowack: Rendezvous mit dem Mörder, ISBN 3-88142-324-9 und Schmitz: Nahtlos braun, ISBN 3-88142-323-0.